# Guitar Hero 5
Guitar Hero 5 – komputerowa gra muzyczna wydana przez Activision i RedOctane we wrześniu 2009 roku na konsole PlayStation 2, PlayStation 3, Xbox 360 oraz Wii. Jest to piąta część serii gier komputerowych Guitar Hero. Gracz wciela się w niej w gitarzystę, basistę, wokalistę lub perkusistę, by samemu lub z zespołem grać na kontrolerach-instrumentach, do rytmu uderzając w odpowiednie klawisze. Gracz może przejąć też kontrolę nad znanymi postaciami branży, takimi jak Kurt Cobain, Johnny Cash czy Carlos Santana.
Zmiany w stosunku do poprzednich części Guitar Hero polegają między innymi na wprowadzeniu możliwości gry wieloosobowej w dowolnych kombinacjach instrumentów czy też możliwości odłączania się lub dołączania się dodatkowego gracza w trakcie piosenki. Gra zawiera 85 piosenek 83 wykonawców.
Gra Guitar Hero 5 została pozytywnie przyjęta przez recenzentów. Odniosła także sukces komercyjny, do 2010 roku uzyskując sprzedaż bliską 1 miliona egzemplarzy.